# Kościół Matki Boskiej Częstochowskiej w Siedliszczu
Kościół Matki Boskiej Częstochowskiej w Siedliszczu – rzymskokatolicki kościół parafialny należący do dekanatu Siedliszcze archidiecezji lubelskiej.

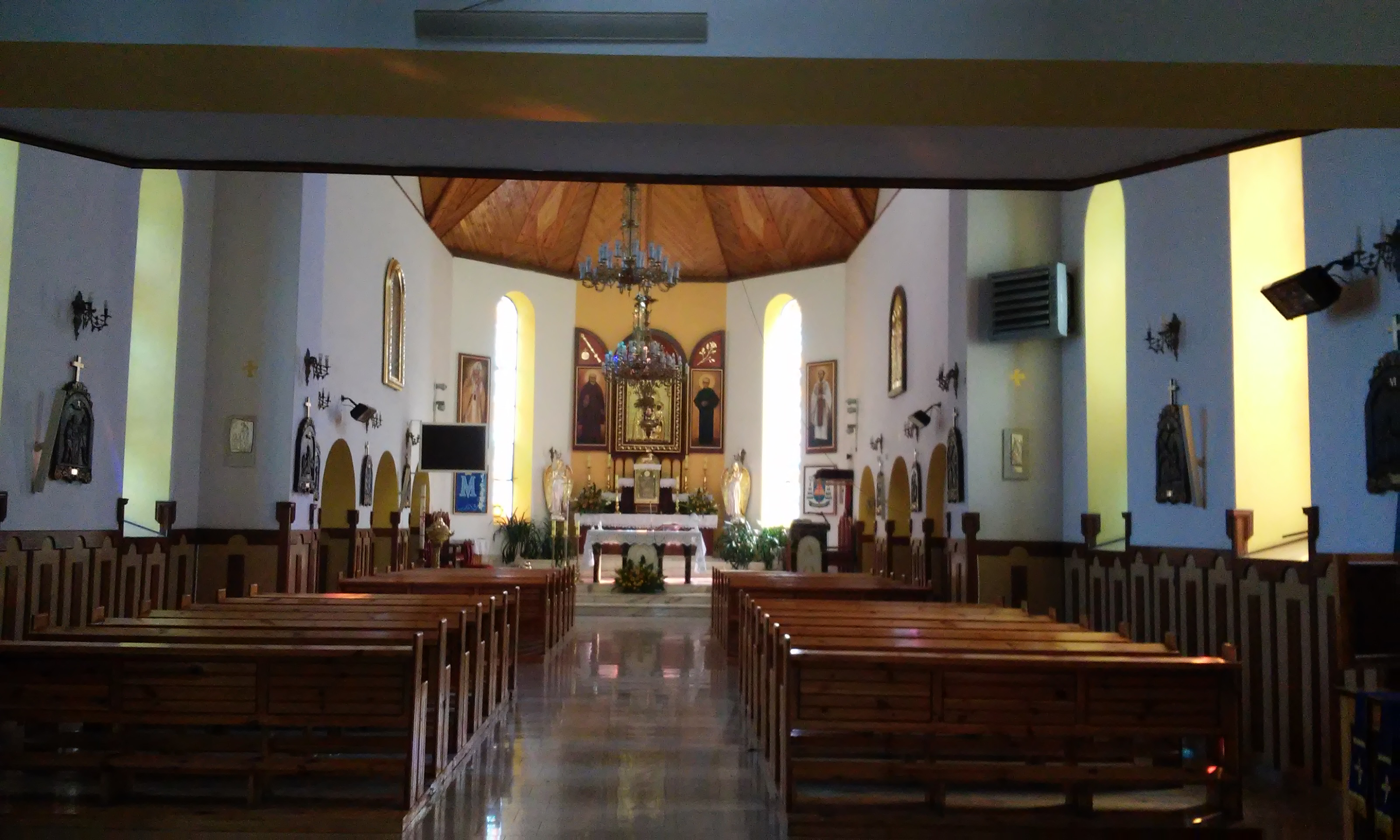
Wnętrze świątyni

## Historia
Pierwotnie była to cerkiew prawosławna wzniesiona w 1904 roku na miejscu cerkwi greckokatolickiej. W 1919 roku budowla została przekazana parafii rzymskokatolickiej. W związku z tym, świątynia została przebudowana. Obecny wygląd kościoła znacznie odbiega od pierwotnej budowli. W 1958 roku rozpoczęła się rozbudowa budynku według projektu lubelskiego inżyniera Czesława Gawdzika (pracami budowlanymi kierował chełmski inżynier Kisielewski). Została wzniesiona nawa, dzięki czemu kościół został powiększony dwukrotnie. W dniu 1 listopada 1974 roku świątynia została poświęcona przez biskupa Edmunda Ilcewicza (w dniu 30 sierpnia 1958 roku gotową część budowy poświęcił dziekan chełmski, ksiądz Marian Peryt). W latach 1988–1999 bryła kościoła została ostatecznie ukształtowana według projektu inżyniera architekta Andrzeja Zabiegi z Tomaszowa Lubelskiego i inżyniera konstruktora Tadeusza Dobrowolskiego z Chełma; projekt zatwierdziła Komisja Budowlana kurii archidiecezjalnej w Lublinie.